# Taigan (Safaripark)

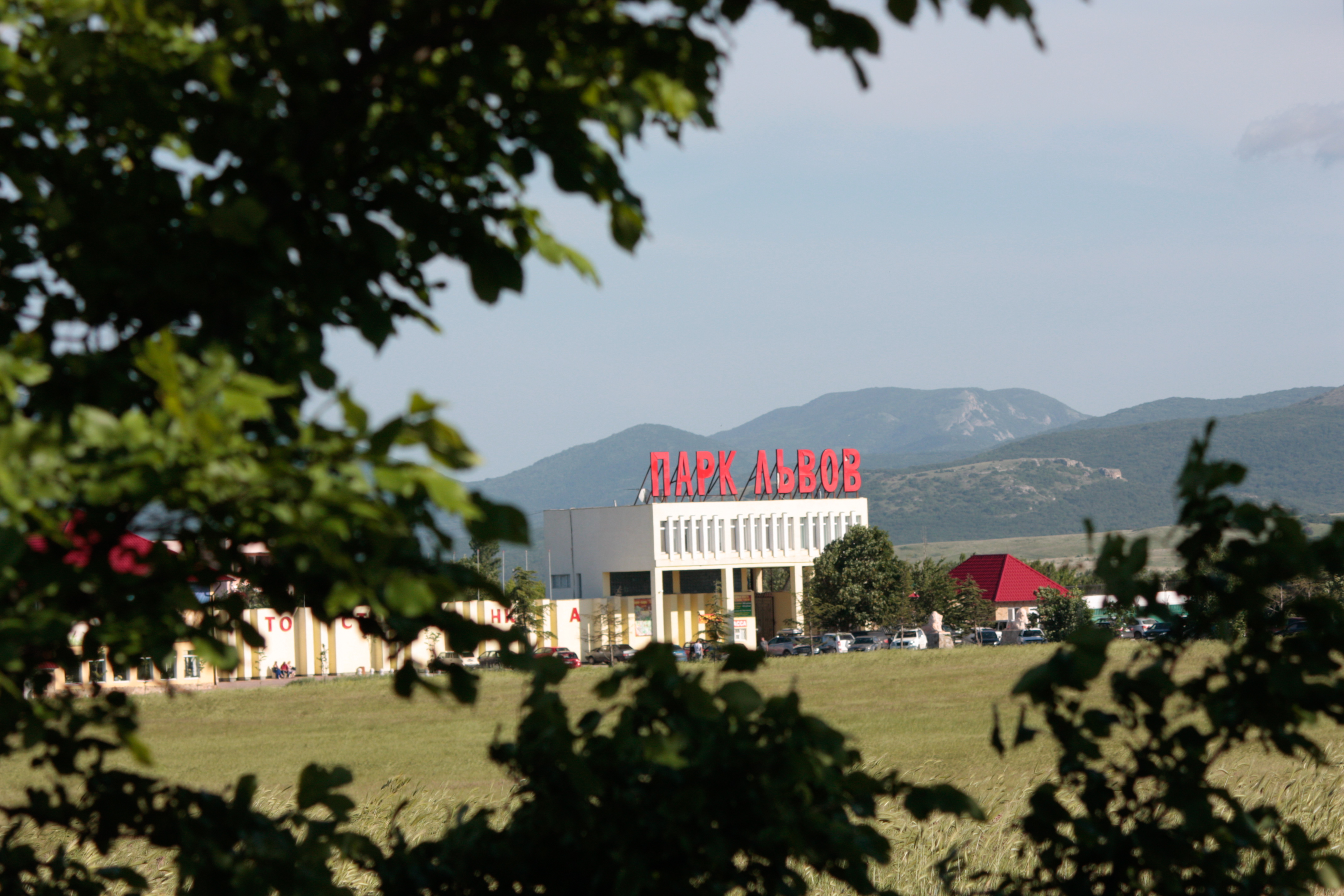
Besuchereingang

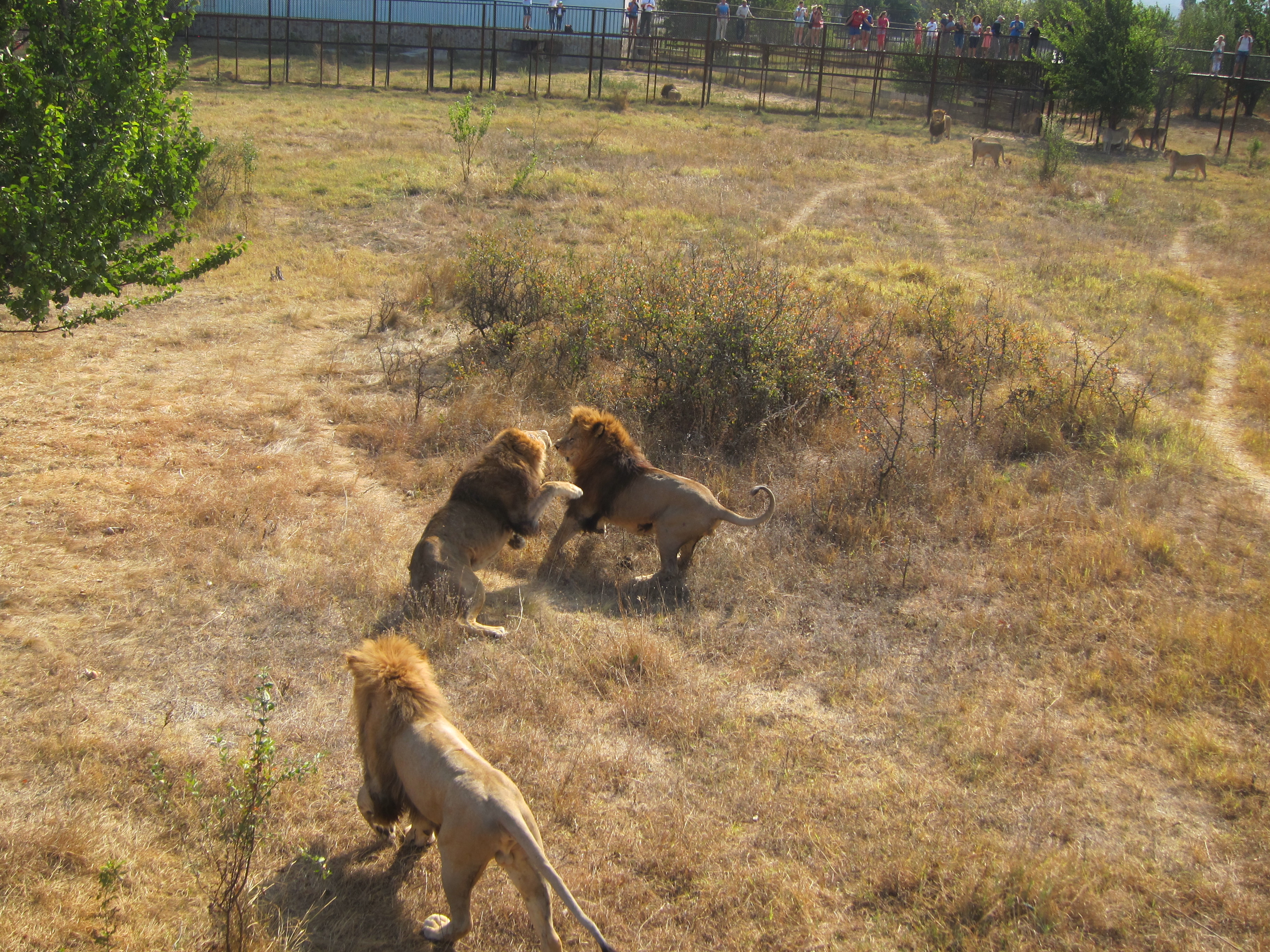
Löwen im Taigan

Der Safaripark Taigan (vollständiger ukrainischer Name Белогорський сафарі-парк львів «Тайган», Belogorski safari-park lwiw Taigan) ist ein Safaripark auf der ukrainischen, seit 2014 von Russland besetzen Halbinsel Krim. Er galt als Europas größter Löwenzuchtraum.

## Beschreibung
Der Safaripark befindet sich am Ufer des Taigan-Stausees auf der Krim, unweit der Stadt Bilohirsk. Er befindet sich auf einem ausgedehnten Gebiet einer ehemaligen Militärbasis und wurde 2006 auf Privatinitiative des Unternehmers Oleg Subkow gegründet.
Im Jahr 2019 lebten im Park etwa 60 Löwen, 40 Tiger sowie außerdem u. a. Giraffen, Zebras, Leoparden, Pumas und Jaguare. Der Park verfügt über einen eigenen Zoo, wo auch weiße Löwen gezüchtet werden. Ein Teil der im Taigan geborenen Tiere wird durch Programme zum Erhalt gefährdeter Arten in die freie Natur ausgewildert. Im November 2022 nannte die Zeitung Nowaja gaseta eine Zahl von 3500 Tieren im Park.
Die Infrastruktur des Parks umfasst ein Hotel, mehrere Cafés, Konferenzräume, Attraktionen, Souvenirläden und Verkaufsstellen für spezielle Tiernahrung. Touren mit Elektrofahrzeugen und Rikschas werden im Park durchgeführt, das Befahren des Parks mit normalen Autos ist nicht erlaubt.
Das Gelände ist als Schutzgebiet ausgewiesen (RU 8210074 / Ukr 01-207-5012).